# Плехувка
Плехувка (пол. Plechówka) — село в Польщі, у гміні Казімежа-Велька Казімерського повіту Свентокшиського воєводства.
Населення — 70 осіб (2011).
У 1975-1998 роках село належало до Келецького воєводства.

## Демографія
Демографічна структура на день 31 березня 2011 року:
|          | Загалом | Допрацездатний вік | Працездатний вік | Постпрацездатний вік |
| -------- | ------- | ------------------ | ---------------- | -------------------- |
| Чоловіки | 38      | 6                  | 30               | 2                    |
| Жінки    | 32      | 4                  | 22               | 6                    |
| Разом    | 70      | 10                 | 52               | 8                    |